# Alfoz de Bricia
Alfoz de Bricia es un municipio (código INE-011), en el partido judicial de Villarcayo, comarca de Las Merindades, provincia de Burgos, comunidad autónoma de Castilla y León (España). 
Su alcalde (2007-2011) es Francisco Javier Fernández Gutiérrez, que se presentó en la lista del Partido Popular, única que concurrió a las elecciones locales de mayo de 2007.

## Demografía
Alfoz de Bricia cuenta con una población de 68 habitantes (INE 2024).
| Gráfica de evolución demográfica de Alfoz de Bricia entre 1842 y 2021 |
| |
| Población de derecho según los censos de población del INE Población de hecho según los censos de población del INEEn este censo se denominaba Villamediana de Gomar o Alfoz de Bricia: 1842 |

| Alfoz de Bricia (Burgos) |
| ------------------------ |
| Barrio de Bricia         |

Su población en 2005 era de 115 habitantes, disminuyendo a 104 en 2006, de los cuales 55 eran varones y 49 mujeres, conforme al siguiente detalle:
El municipio contaba con una población estacional máxima de 1.590 habitantes que contrasta con los 143 vecinos empadronados, reducidos a 76 habitantes (INE 2019).
El número de viviendas censadas en el año 2000 era de 350, siendo 60 principales, 254 secundarias y 36 vacías.
| Principales |  | Secundarias |  | Desocupadas |  | Otras |  | Alojamientos |  | TOTAL |
| ----------- |  | ----------- |  | ----------- |  | ----- |  | ------------ |  | ----- |
| 60          |  | 254         |  | 36          |  | 0     |  | 0            |  | 350   |
| 17.14 %     |  | 72.57 %     |  | 10.29 %     |  | 0 %   |  | 0 %          |  | 100 % |

## Geografía
Este municipio burgalés, con forma de península, está rodeado por la provincia de Cantabria. Su relieve es muy irregular, con abundancia de montañas y elevaciones. Podemos diferenciar claramente dos zonas, con diferentes características. La primera, la más oriental, es llana y se incluye dentro de la unidad geográfica de la meseta castellana; la vegetación, muy escasa está basada en especies como la encina y el roble; tiene todas las características físicas del Páramo de Masa, y el terreno no es aprovechado económicamente por la agricultura, ganadería o explotación forestal. La zona más occidental, está formada por un complejo de vallejos de fuertes pendientes, donde predominan la encina, el roble y el haya. El terreno está aprovechado por la explotación ganadera y agrícola. En esta área hay pequeños arroyos, que mezclados con los bosques autóctonos, y la escasa incidencia que la acción del hombre ha tenido en el terreno, dan al paisaje un carácter salvaje. El Monte Hijedo es el hayedo más extenso del norte de la provincia de Burgos. Parte de este bosque se encuentra en la provincia de Cantabria. La característica principal del Monte Hijedo es la escasa presencia humana que se refleja en su buen estado de conservación. En el hayedo encontramos también robles, pinos, y otras especies más escasas como acebos. Los Montes de Carrales están situados en el límite con la depresión de Arija-Valdebezana (al norte) y el páramo (al sur). La especie vegetal predominante es el haya. Los vallejos occidentales están formados por los cursos de numerosos arroyos y torrentes, con un caudal muy pequeño. En ellos se alternan los bosques de hayas, robles y pinos, con los pastizales; esta zona tiene varios caminos, pero que actualmente se encuentran cerrados por la vegetación.
Su capital es Barrio de Bricia y el municipio se encuentra dividido en ocho Entidades Locales Menores,  a saber: 
| - Barrio de Bricia - Campino | - Cilleruelo de Bricia - Lomas de Villamediana | - Montejo de Bricia - Presillas | - Valderías - Villamediana de Lomas |  |

### Medio ambiente
Coto privado de caza BU-10.890, que afecta a dos Montes de Utilidad Pública números 298 y 292, con una extensión total de 400,075 hectáreas.

### Localidades
El municipio está formado por los siguientes núcleos de población que no constituyen pedanía:
- Bricia, población diseminada a 2 km de la capital.
- La Lastra, caserío a 7 km de la capital.
- Linares de Bricia, población diseminada a 6,5 km de la capital.
- Paradores de Bricia, caserío a 2,4 km de la capital.
- Villanueva-Carrales, población diseminada a 3 km de la capital.

## Historia
Hace dos milenios fue parte de la antigua Cantabria. En primer lugar hay que comentar que un alfoz era un vocablo medieval que significaba un conjunto de varios términos o localidades que formaban una sola jurisdicción. Como en el resto de la comarca, es la Edad Media la época histórica más importante. En ella se comienza la repoblación de Castilla. En la Alta Edad Media, el hombre que habitaba en la zona construyó los famosos eremitorios rupestres, lugares de culto excavados en la frágil roca arenisca; eran los eremitas. Ya en el siglo XX, en los años de la Guerra Civil, en el municipio existieron numerosos conflictos entre republicanos y nacionales, apoyados los últimos por voluntarios italianos.
Alfoz, formado por once lugares; durante el Antiguo Régimen y hasta finales del siglo XVIII, perteneció al Corregimiento de las Cuatro Villas de la Costa; conocido en los últimos tiempos como Partido o Bastón de Laredo, jurisdicción de señorío ejercida por el Marqués de Aguilar, quien nombraba su regidor pedáneo.
Esta pertenencia a tal distrito hizo que en 1822, cuando se configura el nuevo mapa municipal y provincial español, Alfoz de Bricia pasase a formar parte de la provincia de Cantabria. Y así era el nombre que presentó la Diputación montañesa, pero las reticencias de la ciudad de Santander aún sobre Laredo hicieron que el nombre final fuera Provincia de Santander.
En 1833 la nueva configuración hizo que Cantabria perdiera este municipio y pasara a manos de Burgos. Tras esta nueva remodelación provincial, no sólo Cantabria perdió Alfoz de Bricia, sino también Alfoz de Santa Gadea, Valle de Valdebezana, Hoz de Arreba, el Valle de Zamanzas, y el Valle de Mena y Santiago de Tudela. Todos estos lugares fueron del Corregimiento de las Cuatro Villas de la Costa.
A la caída del Antiguo Régimen queda agregado al ayuntamiento constitucional de Alfoz de Bricia, en el partido de Sedano perteneciente a la región de Castilla la Vieja. Su capital es Villamediana de Lomas, pasando posteriormente a Barrio.

### Historia Contemporánea

#### Segunda República
| C | Lugar                                          | Fecha      | Apellidos y nombre           | Edad | Natural                | Domiciliado            | Profesión | Estado civil |
| - | ---------------------------------------------- | ---------- | ---------------------------- | ---- | ---------------------- | ---------------------- | --------- | ------------ |
| D | Campino                                        | 21/10/1938 | Sedano Diez, Secundino       | 68   | Barrio de Bricia       | Barrio de Bricia       | Ambulante | V            |
| P | Campo de concentración de San Pedro de Cardeña | 12/04/1938 | Fernández Sedano, Julián     | 78   | Barrio de Bricia       | Barrio de Bricia       |           |              |
| F | Ciriego                                        | 14/10/1937 | Rodríguez Argüeso, Isaac     | 24   | Madrid                 | Paradores de Bricia    | Chofer    |              |
| D | Las Pradillas                                  | 29/10/1936 | Fernández Zamanillo, Arsenio | 31   | Bricia                 | Bricia                 | Labrador  | C            |
| P |                                                | 29/10/1937 | Gutiérrez Gutiérrez, Antonio | 66   | Resconorio             | Barrio de Bricia       | Médico    |              |
|   |                                                | 12/04/1937 | Montejo Alonso, Juan         |      | Bricia                 | Bricia                 |           |              |
|   |                                                | 12/04/1937 | Vallejo Alonso, Saturnino    |      | Bricia                 | Bricia                 |           |              |
| P | Cillerulo de Bricia                            | 09/10/1937 | Sedano Sedano, Claudio       | 33   | Cilleruelo de Bricia   | Cilleruelo de Bricia   |           |              |
| P | Cilleruelo de Bricia                           | 07/10/1936 | Vallejo Parte, Isidro        | 58   | Cilleruelo de Bricia   | Cilleruelo de Bricia   | No consta | N/c          |
| P | Prisión Central de Burgos                      | 04/11/1943 | Gómez López, Luciano         | 32   | Cejancas               | Lomas de Villamediana  | Jornalero | N/c          |
| P | Bricia                                         | 10/09/1936 | Fernández Martínez, José     |      | Montejo de Bricia      | Montejo de Bricia      |           | C            |
| C | Lanestosa                                      | 02/12/1936 | Montes Herbosa, Julio        |      | Montejo                | Montejo                |           |              |
| F | Ciriego                                        | 15/10/1937 | Montes Montejo, Jacinto      | 52   | Montejo de Bricia      | Montejo de Bricia      | Jornalero | C            |
| G | Vega de Pas                                    | 02/06/1950 | Peña Martínez, Federico      | 33   | Montejo de Bricia      | Montejo de Bricia      |           | S            |
| P | Prisión Central de Burgos                      | 20/05/1939 | Saiz Saiz, Manuel            | 62   | Presillas de Bricia    | Presillas de Bricia    | Jornalero | C            |
| C | Ochandiano                                     | 31/03/1937 | Gómez Alonso, Crescencio     | 22   | Presillas de Bricia    | Presillas de Bricia    |           |              |
| P | Valdenoceda                                    |            | Díez Guinea, David           |      | Orduña                 | Villanueva de Carrales |           |              |
| P | Villanueva de Carrales                         | 23/10/1936 | Vallejo López, Ángel         | 64   | Villanueva de Carrales | Villanueva de Carrales | No consta | N/c          |
| P | No consta                                      | 23/10/1936 | Vallejo Martínez, Rafaela    | 66   | Villanueva de Carrales | Villanueva de Carrales | S/L       | N/c          |
| F | Prisión Central de Burgos                      | 02/03/1938 | Cuesta Cuesta, Valentín      | 53   | Villamediana           | Villamediana           | Labrador  | N/c          |

## Cultura

### Arquitectura
En el municipio existe, muy bien conservados, resto de eremitorios rupestres, destacando en este aspecto el de Presillas de Bricia. La arquitectura popular conserva los restos característicos de la casa popular montañesa: casa con gruesos muros de mampostería con esquinas de sillar en todos los vanos, tejado a dos o cuatro aguas, y solana o balcón corrido de madera en la planta superior, con cortafuegos en los laterales. También existe alguna muestra de la arquitectura con elementos más cultos y carácter mixto: residencial, defensivo y económico.

## Monumentos y lugares de interés
- Ermita de San Miguel en Presillas.
- Monumento a los Caídos, Columna Sagardía.
- Puerto de Carrales.